# Tetralonioidella nepalensis
Tetralonioidella nepalensis là một loài Hymenoptera trong họ Apidae. Loài này được Lieftinck mô tả khoa học năm 1983.